# كاردن والاس
كاردن والاس (بالإنجليزية: Carden Wallace) (الفترة التي كان الشخص خلالها معروفاً أنه كان على قيد الحياة 1970-) هي عالمة استرالية والتي كانت مديرة متحف كوينزلاند الاستوائي من عام 1997 حتى عام 2003. وهي خبيرة في الشعاب المرجانية وكتبت «مراجعة جنس الأكروبورا» (Acropora عبارة عن جنس صغير من الشعاب المرجانية الحميدة). كانت والاس جزءاً من فريق اكتشف تكاثراً جماعياً للمرجان في عام 1984.

## الحياة
تخرجت كاردن سي. والاس بدرجة علمية أولى في العلوم من جامعة كوينزلاند في عام 1970. أنجبت ولدين في السبعينات. من 1970 إلى 1976 كانت أمينة على الحيوانات الفقاريات الضعيفة في متحف كوينزلاند. حصلت على الدكتوراه من جامعة كوينزلاند عام 1979. قضت والاس فترة قصيرة في البحث في المعهد الأسترالي لعلوم البحار قبل البحث في علم الأحياء البحرية من عام 1980 كزميل في جامعة جيمس كوك في شمال كوينزلاند.
في عام 1984، والاس وستة آخرين قدموا تقريراً أولياً أن الشعاب المرجانية شاركت في التكاثر الجماعي الذي لاحظوه في الحاجز المرجاني العظيم في تشرين الأول/ تشرين الثاني. منذ أن لاحظوا لأول مرة التزامن التناسلي في الشعاب المرجانية في أستراليا، فقد لوحظ في بلدان أخرى، ولكن في أوقات مختلفة من السنة. ونتيجة لذلك، الفريق من جامعة جيمس كوك مُنح جائزة يوريكا للبحوث البيئية في عام 1992. هذا المثال من تزامن تكاثر الكائنات كان غير مألوف وتم الإبلاغ عنه على نطاق واسع.

## متحف كوينزلاند الاستوائي
في عام 1987، كان فرع شمال كوينزلاند لمتحف كوينزلاند تحت إشراف «أمين المتحف المسؤول» كاردن والاس. وبينما كانت لا تزال في المتحف فقد كان لها الفضل في الوصف الأول لعدد من الشعاب المرجانية متضمنة أكروبورا هوكسماي (نوع من الشعاب المرجانية) وأكروبورا باتوناي (نوع آخر من الشعاب المرجانية) في عام 1997.
عُينت والاس مديرةً لمتحف كوينزلاند الاستوائي في عام 1997. اُفتتح المبنى الجديد في حزيران عام 2000 من قبل رئيس مجلس إدارة كوينزلاند بيتر بيتي. في عام 1999 نشرت والاس عملاً مهماً عن الشعاب المرجانية كان عنوانه: «الشعاب المرجانية في العالم: مراجعة جنس الأكروبورا». كانت هذه أول دراسة منذ أكثر من قرن من الزمن لجنس الأكروبورا وتضمنت وصفًا كاملاً لكل نوع فرعي.
تولت سالي لويس منصب مديرة متحف كوينزلاند الاستوائي في عام 2003. في عام 2008، أبلغت والاس وآخرون عن استعادة التنوع الحيوي في أعقاب الانفجار الذري في بيكيني أتول. أفاد الفريق أن بعض الأنواع شُفيت ولكن انقرض 28 نوعًا من الشعاب المرجانية. في عام 2014 وصفت العديد من الأنواع الجديدة بما في ذلك أكروبورا ماكروكاليكس (Acropora macrocalyx). والاس عضو في مجلس بيئة المحيط (OceanNEnvironment). عندما نظمت جمعية المحيط الجغرافي مسابقة للتصوير الفوتوغرافي في عام 2014، سميت جائزة اللوحة البحرية بجائزة كاردن والاس.